# Dżambalyn Ganbold
Dżambalyn Ganbold (mong. Жамбалын Ганболд; ur. 6 września 1959 w somonie Öndörchangaj) – mongolski judoka i sambista. Dwukrotny olimpijczyk. Zajął 21. miejsce w Barcelonie 1992 i 33. w Seulu 1988. Walczył w wadze lekkiej i średniej.
Piąty na mistrzostwach świata w 1985; uczestnik zawodów w 1983 i 1989. Trzeci na igrzyskach dobrej woli w 1986. Mistrz świata w sambo w 1982 i 1986 roku.

## Letnie Igrzyska Olimpijskie 1988
| Konkurencja | Eliminacje            | Klas. końcowa |
| Konkurencja | Przeciwnik I          | Miejsce       |
| ----------- | --------------------- | ------------- |
| 71 kg       | Alpaslan Ayan (TUR) P | 33.           |

## Letnie Igrzyska Olimpijskie 1992
| Konkurencja | Eliminacje       | Klas. końcowa |
| Konkurencja | Przeciwnik I     | Miejsce       |
| ----------- | ---------------- | ------------- |
| 86 kg       | Wang Nan (CHN) P | 21.           |